# Katrina and the Waves

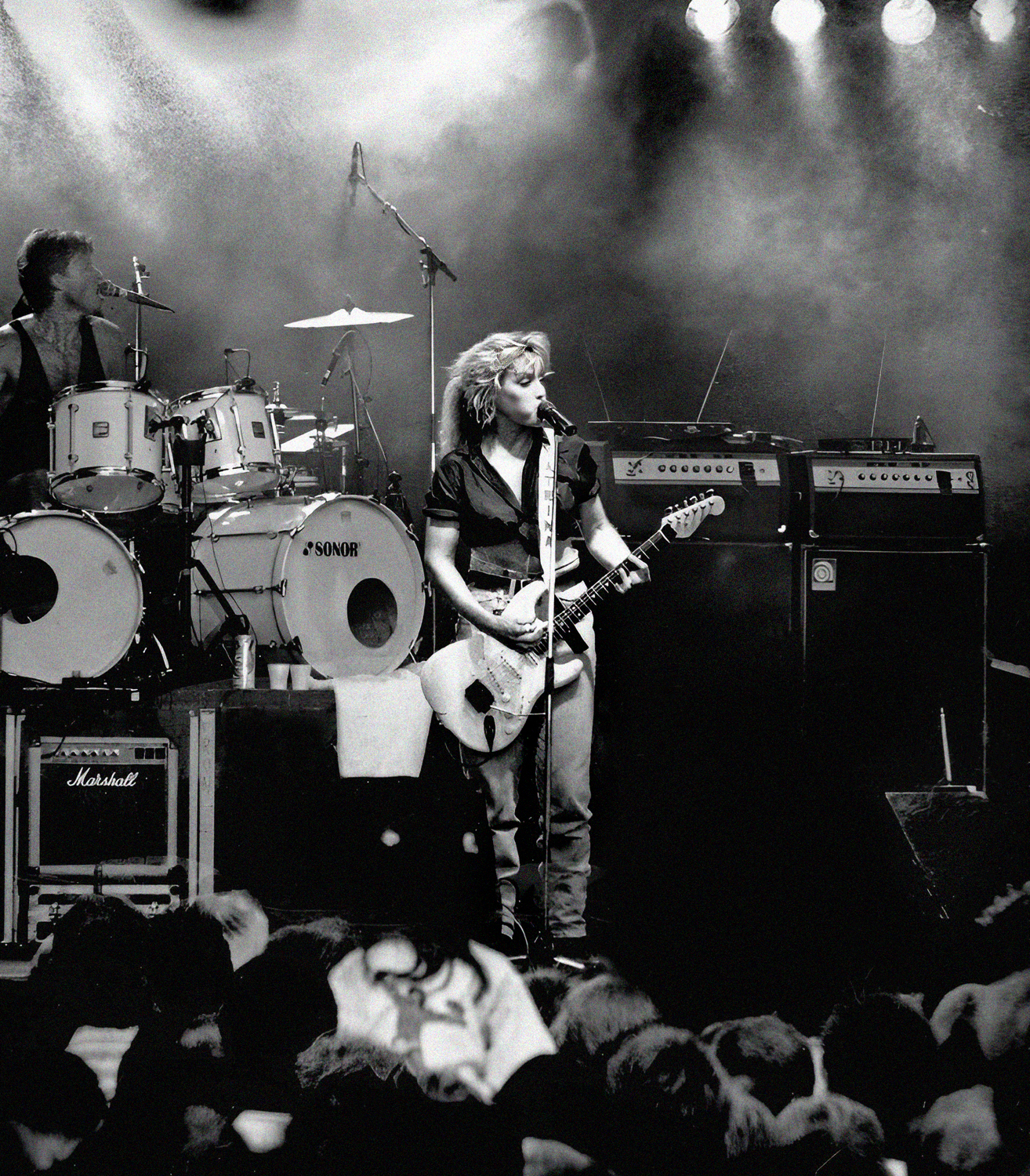
Katrina and the Waves. Malmö 1988.

Katrina and the Waves foi uma banda inglesa formada em 1981, mais conhecida pelo êxito de 1985 "Walking on Sunshine". A banda foi representante do Reino Unido no Festival Eurovisão da Canção 1997 com "Love Shine a Light". Com a sua participação, o Reino Unido conseguiu  a sua 5º vitória no Festival.

## Discografia

### Álbuns
- Shock Horror (1983) (como The Waves)
- Walking on Sunshine (1983)
- Katrina and the Waves 2 (1984)
- Katrina and the Waves (1985)
- Waves (1986)
- Break of Hearts (1989)
- Pet The Tiger (1991)
- Edge of the Land(1993)
- Turnaround (1994)
- Walk on Water (1997)

### Singles
- "Nightmare" (1982) (como The Waves)
- "Brown Eyed Son" (1982) (como The Waves)
- "Que Te Quiero" (1983)
- "Plastic Man" (1984)
- "Walking on Sunshine" (1985)
- "Do You Want Crying" (1985)
- "Que Te Quiero" (re-recording) (1984)
- "Is That It" (1986)
- "Sun Street" (1986)
- "That's the Way" (1989)
- "Rock 'N' Roll Girl" (1989)
- "Walking on Sunshine" (re-issue) (1996)
- "Love Shine a Light" (1997)
- "Walk On Water" (1997)
- "Walking on Sunshine (25th Anniversary Re-recording)" (2010)